# NC Magra
Nedjm Chabab Magra (în arabă نجم شباب مقرة}), cunoscută sub numele de NC Magra sau simplu NCM, este un club de fotbal profesionist algerian care reprezintă orașul Magra în competițiile fotbalistice. În prezent echipa concurează în prima ligă, primul nivel fotbalistic din Algeria.